# Кајзерпфалц
Кајзерпфалц (њем. Kaiserpfalz) општина је у њемачкој савезној држави Саксонија-Анхалт. Једно је од 43 општинска средишта округа Бургенланд. Посједује регионалну шифру (AGS) 15084246.

## Географски и демографски подаци
Површина општине износи 41,1 km². У самом мјесту је, према процјени из 2010. године, живјело 1.850 становника. Просјечна густина становништва износи 45 становника/km².